# 억불 정책
억불 정책(抑佛政策) 또는 배불 정책(排佛政策) 또는 숭유억불 정책(崇儒抑佛政策)은 조선 왕조(1392-1897)가 500년 내내 불교를 탄압한 정책이다.
고려 말 및 조선 초에 정도전이 《불씨잡변(佛氏雜辨)》을 저술하여 억불론을 주장했고 조선 건국 초기에는 무학대사가 조선의 수도를 정하는 데 공헌하는 등 고려시대와 마찬가지로 숭불정책이 유지되었지만 태종이 정권을 잡으면서 억불정책을 대대적으로 추진하였다.
조선 건국 세력이 태종에게 주청하여 대대적인 불교 탄압을 전개하였다. 고려의 기반이 되었던 불교는 비판의 대상이 되고 이단으로 지목되어 이단성 비판이 억불정책 시행 근거가 되었다. 고려시대 초기부터 불교 세력이 강대하고 고려의 문무(文武) 귀족들의 지원을 받고 있었기 때문에 승려들에 의한 수 차례 많은 불교에 대한 개혁이 일어났었다. 고려말에는 정도전 등 신진사대부와 역성 혁명에 방해가 되는 고려인 문무(文武)벌 귀족 세력들과 결탁하여 고려의 기득권을 장악하고 있었기 때문에 언제든지 조선 왕조를 위협할 수 있다는 불안감에서 비롯된정책이었다.

## 정책의 폐악
조선의 유교화가 진행되면서 종교 의례인 이부승구족계를 온전하게 시행하는 것은 정치적, 사상적, 재정적으로 어려워졌을 것이다. 반불교적 정서가 널리 퍼지고, 사원 경제가 피폐했던 시대에 복잡한 수계과정을 모두 시행하는 것은 상당히 무리였으리라 짐작된다.
조선 후기에는 승려의 질이 전반적으로 저하되었다는 것이 역사학계의 일반적인 견해이다. 이병두 종교평화연구원장은 19세기 말 조선에 관하여 여행가 이사벨라 버드에게 “승려들은 매우 무식하고 미신적이어서, 불교의 역사나 교의와 불교의식의 취지에 대해서는 무지한 채로 대부분 승려들이 그저 ‘몇 마디 음절들’만을 끊임없이 반복”하는 것으로 보였다라고 설명하였다.
고려 왕조에서 사찰 및 승려에게 주어진 혜택이 모두 철폐되었고, 사찰도 정리되었으며 남은 사찰은 모두 산으로 쫓겨들어갔다. 그러나 왕실은 개인적으로 불교를 계속 믿었고, 일반 민중들도 불교를 계속 믿었다. 《경국대전》에는 유생(儒生) 또는 부녀자들이 절에 가면 곤장 100대라는 조항이 존재하였다.
억불 정책은 유교를 숭상하는 숭유정책과 더불어 숭유억불 정책으로 진행되어 조선 사회에서 학문의 다원적인 발전을 저해하고 다른 학문을 인정하지 않는 독단, 독선의 그릇된 예를 남겼다. 새로운 시대로의 개혁에 둔감하게 만들었으며 국력을 약화시키는 문제를 낳았다.
붓다의 존재를 탄생시키는 불모(佛母)로 지혜를 상징화한 탄트라에서 모존(母尊)은 불교적 속성이 있다. 삼국 시대에 설총이라는 위대한 인물로 역사의 자취를 남긴 원효스님의 모습으로 고려 시대에 편찬된 《삼국유사》에는 설화로 밀교의 전승이 있었으나,
역사적으로 한국 불교의 전통에는 인도 후기 밀교가 전승되지 않았다.

## 전개 과정
태종 2년(1402)에 왕은 서운관(書雲觀)의 상언(上言)에 좇아 경외(京外)의 70사(寺)를 제외한 모든 사원의 토전(土田) · 조세(租稅)를 군자(軍資)에 영속케 하고 노비를 제사(諸司)에 분속(分屬)시켰다.
태종 5년 11월에는 의정부(議政府) 개성(開城)과 신경(新京: 서울)에 각종(各宗)의 사원 1사(寺)씩, 목(牧)과 부(府)에는 선종사찰 하나와 교종 사찰 하나, 각(各)군현(郡縣)에는 선종 · 교종 가운데서 1사(寺)씩만 두고 다른 사원은 모두 없애게 하였으며, 노비의 수도 대폭 줄이고 토지는 국가에서 몰수하였다. 그러나 연경사(衍慶寺) · 화장사(華藏寺)석왕사(釋王寺) · 낙산사(洛山寺) · 성등사(聖燈寺) · 진관사(津寬寺){}견암사(見岩寺) · 관음굴(觀音窟){회암사]](檜巖寺) · 반야사(般若寺) · 만의사(萬義寺) · 감로사(甘露寺) 등만은 노비(奴婢)와 토지를 감(減)하지 않았다.
이듬해 태종 6년 3월에는 의정부(議政府)의 계청(啓請)에 좇아 전국에 남겨둘 사찰의 수를 정하였다. 즉, 조계종(曹溪宗)과 총지종(摠持宗)을 합해서 70사, 천태소자종(天台疏字宗)과 법사종(法事宗)을 합해서 43사, 화엄종(華嚴宗)과 [](慈恩宗) 中道宗)과 신인종(神印宗)을 합해서 30사, 남산종(南山宗) 10사, 시흥종(始興宗) 10사를 정하였으며 이밖의 사원은 모두 폐지하도록 한 것이다.
그리고 신 · 구 양경(兩京)교종의 각 1사(寺)에 200결(結)의 속전(屬田)과 100명의 노비로써 100명의 승려를 상양(常養)하게 하고 그외 경내(京內) 각사는 속전 100결에 노비 50인으로 50명의 승려를 상양케 했으며, 각도 수관지(首官地)에는 선 · 교 중에서 1사에 100결의 속전과 50명의 노비로써 50명의 승려를, 각 관읍내(官邑內)의 자복사(資福寺)에는 급전(給田) 20결에 노비 10명으로써 승사에는 급전 60결에 노비 30명으로써 승려 20명을 상양케 하도록 하였다.
이와 같은 가혹한 정부의 처사에 석성민(釋省敏) 등이 수백 명의 승려를 이끌고 신문고(申聞鼓)를 쳐서 복구를 호소하였으나 관철되지 못하였다.
세종(世宗: 재위 1418-1450) 역시 억불정책(抑佛政策)을 강행하려 하였으나, 세종 원년과 3년에 승려들이 명나라에 가서 명제(明帝) 성조(成祖: 재위 1402-1424)에 호소한 사실에 의해서 세종의 배불은 완화되었다. 그러나 세종 6년에 종단을 폐합하여 선(禪) · 교(敎) 양종(兩宗)으로 하고 태종에 의하여 전국 242개 사찰로 축소되었던 것을 다시 36개사로 줄였으며, 성외(城外) 승려에게 성내(城內) 출입을 금하였다.
다음 문종(文宗: 재위 1450-1452)도 역시 승려의 왕성(王城) 출입을 금하고 민간인의 출가(出家)를 막았다.
성종(成宗: 재위 1469-1494)은 일반이 상(喪)을 당했을 때 불승(佛僧)에게 공재(供齋)하는 풍습을 엄금하고 국왕의 탄신일에 신하가 사원에 가서 설재(設齋)하는 일을 금하도록 하였다. 이와 같은 도승법(道僧法)의 폐지와 승려의 환속으로 승려의 수가 줄어들었다.
연산군(燕山君: 재위 1494-1506)은 선종의 본사(本寺)인 흥천사(興天寺)와 교종의 본사인 흥덕사(興德寺) · 대원각사(大圓覺寺)를 폐하고 공해로 삼았다. 삼각산 각 사찰의 승려를 쫓아내어 빈 절로 만들고, 성내(城內)의 니사(尼寺)를 헐고 니승(尼僧)은 궁방(宮房)의 비(婢)로 삼았다. 또 승려를 환속시켜 관노(官奴)로 삼거나 취처(娶妻)하게 하였으며, 사사(寺社)의 토지를 모두 관부(官府)에 몰수하였다. 이때 승과(僧科)도 중지되고 양종(兩宗) 본사(本寺)도 없애버렸다.
중종(中宗: 재위 1506-1544)은 승과를 완전히 폐지시키고 경주(慶州)의 동불상(銅佛像)을 부수어 군기(軍器)를 만드는 한편 원각사 (圓覺寺)를 헐어 그 목재를 연산군 때 헐린 민가(民家)의 재축(再築) 자재로 나누어 주었다. 이리하여 불교는 겨우 그 명맥만을 유지해 오게 되었다.

## 반론
- 한국고전번역원 손성필 연구원은 조선 시대에 스님이 천시받던 하층 계급이라는 사실은 조선 시대 어느 문헌에도 등장하지 않기 때문에 일본 식민통치와 일본불교의 관심으로 형성된 허구적 관심으로 보았다.[15]

- 동국대 불교학술원 김용태 HK교수는 불서 간행과 교학 연구가 활발히 진행되었음으로 조선 시대에 불교가 퇴보되었다는 통념은 재고돼야 한다고 주장하였다.[16]

## 같이 보기
- 무속신앙#조선 시대
- 팔관회
- 폐불
- 종교 박해
- 10·27 법난
- 인천보

## 참고 문헌
- 이 문서에는 다음커뮤니케이션(현 카카오)에서 GFDL 또는 CC-SA 라이선스로 배포한 글로벌 세계대백과사전의 내용을 기초로 작성된 글이 포함되어 있습니다.